# Vladimir Orlov (pattinatore)
Vladimir Aleksandrovič Orlov (in russo Владимир Александрович Орлов?; Mosca, 2 dicembre 1938) è un ex pattinatore di velocità su ghiaccio sovietico, dal 1992 russo.

## Carriera
In carriera vanta la più prestigiosa medaglia alle Olimpiadi di Innsbruck 1964, dove vinse la medaglia d'argento nei 500 metri.

## Palmarès

### Olimpiadi
- 1 medaglia:
  - 1 argento (500 m a Innsbruck 1964).